# Pohary (wieś)
Pohary (biał. Погары, ros. Погари, Pogari) – wieś na Białorusi, w obwodzie witebskim, w rejonie szarkowszczyńskim, w sielsowiecie Hermanowicze. W 2019 liczyła 8 mieszkańców.